# All God's People
Séptima pista del álbum Innuendo de la banda de rock Queen. La canción no tuvo mucho éxito, en comparación con muchos de los temas del álbum antes mencionado. La autoría de esta canción se reparte entre los 4 integrantes de la banda y Mike Moran, aunque se dice que los autores principales fueron el vocalista Freddie Mercury y Mike. Fue el lado B del tema Headlong.
Durante el transcurso del tema, se puede escuchar la importante influencia del teclado, teniendo su propio solo, ubicado en la mitad de la canción. Las armonías vocales fueron en su totalidad aportadas por su vocalista, mientras que Roger Taylor aportaba su portentoso falsete que le daba más altura a los coros. El ritmo de la canción es un sonido muy cercano al ópera rock. La canción comenzó como parte del álbum Barcelona bajo el título "Africa by Night", pero al final decidieron incluirlo en el último disco.
- Datos: Q5691447